# Исторические мечети Троицка

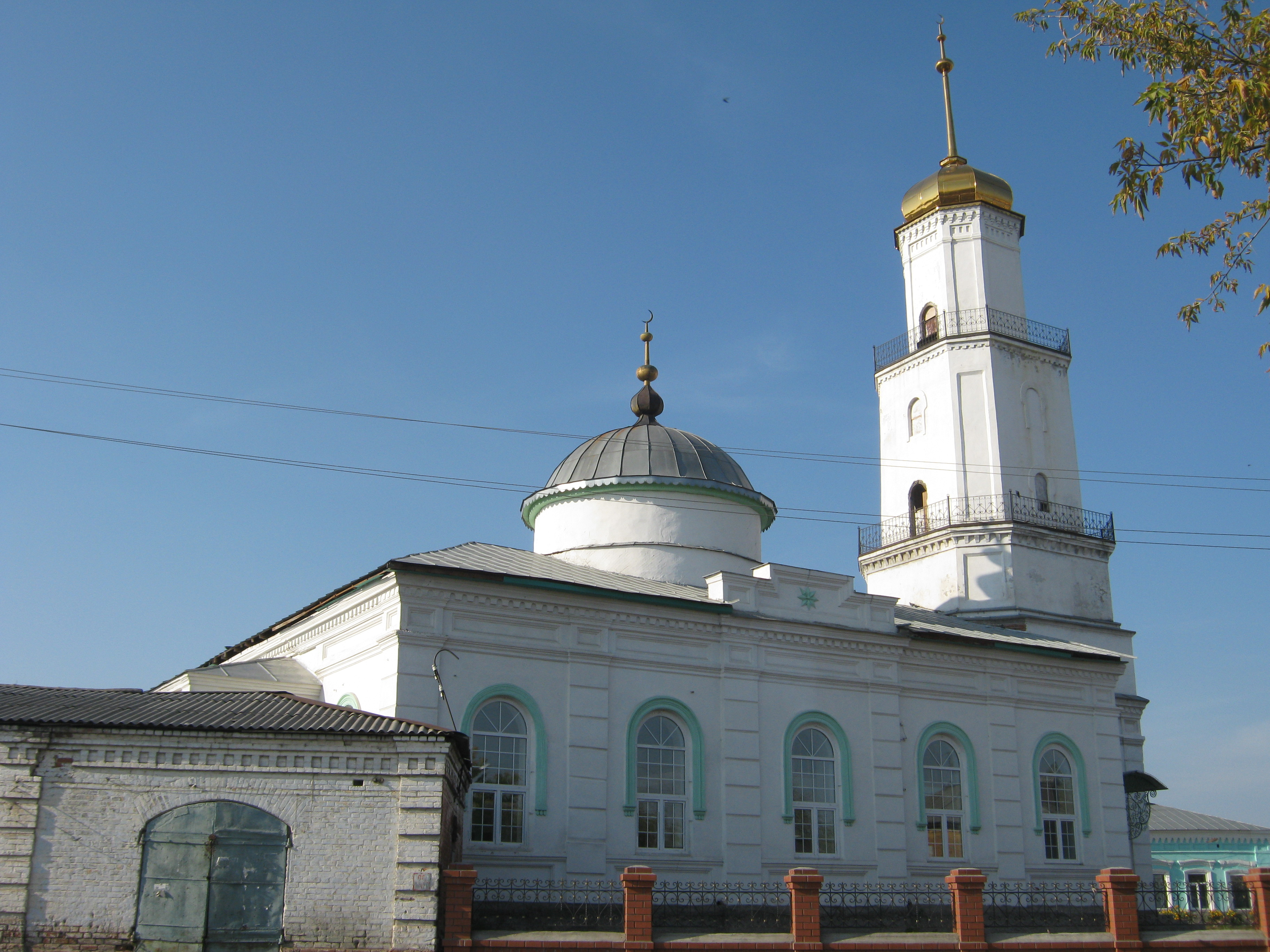
Шестая соборная мечеть

Исторические мечети Троицка — мечети в городе Троицк Оренбургской губернии (ныне Челябинской области), построенные до 1917 года. Всего было построено семь мечетей, из которых пять были каменными, а две — деревянными. До нашего времени сохранилось четыре каменных здания, из которых два используются по назначению как мечети. Новых мечетей в современном Троицке построено не было.
В XIX веке в Троицке сложилась крупная мусульманская община. В 1897 году 36,2 % жителей города (8 430 чел.) составляли мусульмане, в т.ч. татары — 7 344 человека (87,1 %). Значительная часть мусульман была занята в торговле с Казахстаном и Средней Азией.
Первая мечеть в Троицке была построена в 1786–1789 годах по решению императрицы Екатерины II под контролем генерал-губернатора Осипа Игельстрома в комплексе с медресе и Азиатским гостиным двором в деревянном исполнении. Была разобрана в 1820–1824 годах в связи с переносом комплекса Гостиного двора на другое место. Вместо неё в 1828 году была построена каменная мечеть, но на другом месте. На месте первой деревянной мечети мусульмане планировали построить вторую мечеть, но и её воздвигли на новом месте.
Первая соборная мечеть (Главная, Ахун хазрата) — каменная мечеть построена в 1828 году на средства купца Абдулвагапа Абубакирова. Её имамами были ахун Троицкого уезда М. Абдуллатифов и ахун Оренбургской губернии А. Рахманкулов, за что она и получила своё второе название. В 1929 году была закрыта и использовалась не по назначению (общежитие, суд). В 2010 году в СМИ появилась информацию о планах по её восстановлении при Троицком филиале Челябинского государственного университета. Здание находится на ул. Октябрьской (бывш. Оренбургской).
Вторая соборная мечеть (Верхняя, Яушевская) — двухминаретная каменная мечеть построена в 1838 году на средства купца Мукмина Хозясеитова. Имам-хатыбом мечети долгое время являлся М. М. Бикматов. Наименование Яушевская получила по фамилии купцов, содержавших её. При мечети действовало медресе «Мухаммадия», располагавшееся в 2-этажном учебном корпусе и 1-этажном общежитии. В 1930 году была закрыта, здание использовалось не по назначению (клуб, библиотека и др.). В 1970-е годы здание было снесено. На месте мечети в настоящее время расположен 5-этажный жилой дом. Учебное и жилое здания медресе сохранились и используются в качестве жилых помещений. Располагалась в Татарском пер. (ныне ул. 30-летия ВЛКСМ).
Третья соборная мечеть — каменная мечеть построена на средства купца Гайсы Яушева в 1863–1864 годах. Имамами были отец и сыновья Рахманкуловы. Также нередко проводил пятничную проповедь имам V-й мечети Зайнулла Расулев. В 1930–1944 годах использовалась не по назначению (татарский клуб и театр). В 1943 году был разобран минарет. В 1944 году здание было возвращено верующим. К началу 1980-х году здание находилось в аварийном состоянии. С 1988 года начаты работы по реставрации, которые не были завершены. В 2002 году работы были возобновлены, однако минарет пока не восстановлен. С 2008 года носит имя Зайнуллы Расулева. Находится по адресу ул. Октябрьская, 122. Памятник архитектуры, находящийся под муниципальной охраной (с 1992).
Четвёртая соборная мечеть (Базарная, Валеевская) — каменная мечеть построена Мухамади Абдулвагаповым в 1877–1879 годах на Нижнем базаре (угол ул. Советской и Малышева). При ней были открыты медресе и торговая лавка. Название Валеевская получила по имени купца Мухамметжана Валеева содержавшего её. В 1928 году была закрыта и использовалась не позначению. Ныне лишена минарета и купола и занята службами Троицкого электромеханического завода.
Пятая соборная мечеть (Амурская, Расулевская) — деревянная мечеть в Заречной слободе построена в 1880–1883 годах на месте молельного дома на средства торговца Сейфуллы Габбасова и его сына Хабибуллы. Предназначалась для татар, поселившихся здесь в начале 1870-х годов. В 1884–1917 годах её имамом был шейх Зайнулла Расулев, а в 1917–1936 — его сын Габдрахман Расулев. Еще в 1872 году при молельном доме было открыто медресе и мектеб. В 1886 году на средства купца Алтынсарина были построены здания учебного корпуса и общежития. Медресе получило название «Расулия». Заречную слободу, в которой располагалась мечеть, Зайнулла Расулев стал называть «Магмур» (от араб. «ма’амур» — обустроенный). Отсюда, видимо, другое название предместья — «Амур». В 1937 году была закрыта, здание использовалось не по назначению (школа, общежитие). В конце 1980-х годов здание было снесено, на его месте расположена сауна.
Шестая соборная мечеть (Гатауллы муллы) — каменная мечеть построена в 1894–1895 годах на средства купца Абдулвали Яушева на углу ул. Базарной и Осиповского пер. (ныне ул. Ленина и Дубинина). Своё название получила по имени первого имама. В 1928 году была закрыта и её здание использовалось не по назначению (магазин), однако минарет в советское время не разрушался. В 1977 году здание мечети было признано памятником архитектуры регионального значения. В начале 1990-х годов возвращена верующим. Отреставрирована в 2002–2009 годах. С 2009 года вновь действует. Находится по адресу ул. Ленина, 117. Памятник культурного наследия России.
Седьмая соборная мечеть (Слободская, Янаульская) — деревянная мечеть построена в 1912 году в заречной Кузнецовской слободе (тат. Яңа аул) по завещанию Мухаммедшарифа Яушева его сыном Латифом. В 1930 году была закрыта и её здание использовалось не по назначению (татарская школа и библиотека). В 1960 году здание было снесено, а на его месте построена школа № 7.